# Arc de San Lazzaro
Pour l’article homonyme, voir Arc de San Lazzaro (Rome).
L'arc de San Lazzaro est un arc de triomphe à trois arches de style néoclassique, situé au centre de la  Via Emilia Est à Parme.

## Histoire
L'arc a été construit en 1628 aux frais de la municipalité de Parme, pour célébrer l'entrée dans la ville de Marguerite de Médicis, la nouvelle épouse du duc Edouard Ier Farnèse ; l'architecte de la cour Giovanni Battista Magnani a créé un arc classique à trois arches de style baroque, avec une balustrade au sommet. Le portail monumental a été décoré de peintures de Giulio Cesare Amidano avec la collaboration de Giovanni Lippi, Alessandro Giacardi, Annibale Bertoia et Agostino Salmi, et de stucs d'Ippolito Medini et Giovanni Battista Boffa,.
L'arc, positionné à environ 1 km à l'est de la porte de San Michele, devint alors l'entrée monumentale par laquelle passaient tous les souverains et notables visitant la ville.
En 1714, à l'occasion du mariage entre Elisabeth Farnèse et Philippe V d'Espagne, le portail fut rénové, éliminant toutes les décorations baroques et la balustrade, à la place de laquelle fut érigé un haut attique.

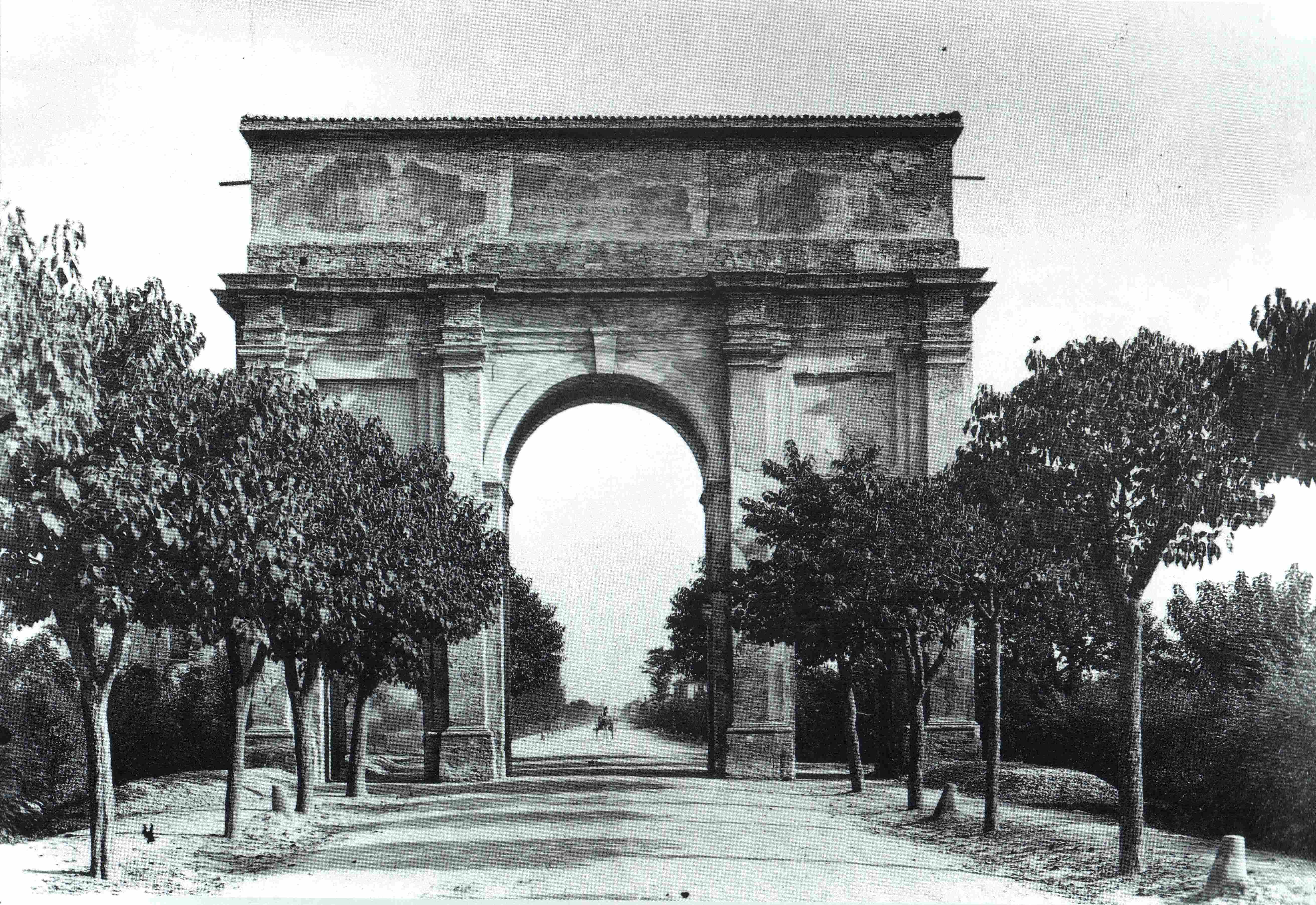
L'arc en 1910

En 1805, l'arc est à nouveau modifié avec l'ajout de victoires ailées, de trophées et de drapeaux pour célébrer la visite de l'empereur français Napoléon Bonaparte.
Enfin en 1825, à l'occasion de la visite de l'empereur François Ier d'Autriche à sa fille Marie-Louise, duchesse de Parme, le portail monumental subit une nouvelle intervention d'aménagement, avec la création de décorations en clair-obscur par Giovan Battista Borghesi.
Au fil du temps, l'arc est tombé en déclin, perdant la majeure partie du plâtre et des épigraphes gravées sur l'attique.
Dans l'après-guerre il perdit également sa fonction de passage d'accès, avec la création de voies séparant le trafic qui permet encore aujourd'hui de le contourner ; il a également été intégré au tissu urbain.
En 2005, l'arche a été entièrement restaurée et mise en valeur avec un nouvel éclairage.

## Description

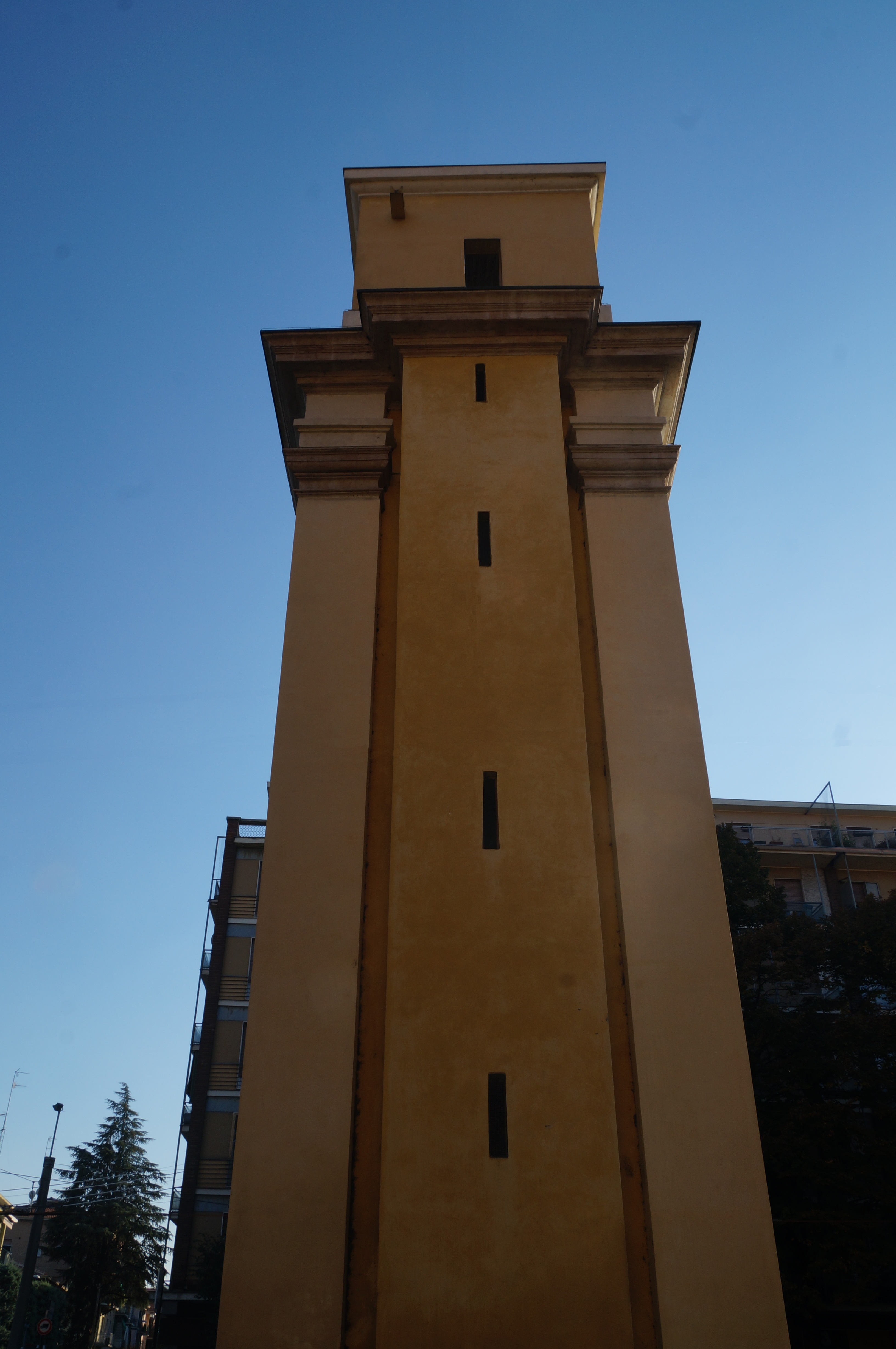
côté nord

La structure ressemble à un arc de triomphe à trois arcs de style néoclassique rigoureux ; entièrement en brique, elle est recouverte dans toutes ses parties d'un enduit peint dans les tons jaunes.